# Otro enfoque
Otro enfoque era un programa de televisión de entrevistas presentado por Jon Sistiaga. El espacio, producido por El Terrat, s.Su última emisión fue el 12 de junio de 2024.

## Formato
A través de varios capítulos, Otro enfoque aborda en su primera temporada distintas historias personales sobre un tema común y con trasfondo social. Para ello, cuenta con el relato de diferentes personas, ya sean conocidas o anónimas.

## Equipo

### Presentador
| Presentador  | Información            |      |
| Presentador  | Información            | 2024 |
| ------------ | ---------------------- | ---- |
| Jon Sistiaga | Periodista y reportero |      |

## Temporadas y audiencias

### Temporada 1 (2024)
| Núm. | Título                                                               | Fecha de emisión    | Audiencia      |
| ---- | -------------------------------------------------------------------- | ------------------- | -------------- |
| 1    | Polarizados: Miguel Ángel Rodríguez y Pablo Iglesias                 | 24 de abril de 2024 | 370.000 (3,6%) |
| 2    | Religión Z: Hakuna                                                   | 1 de mayo de 2024   | 389.000 (3,8%) |
| 3    | Irene Montero                                                        | 8 de mayo de 2024   | 409.000 (4,0%) |
| 4    | Empastillados: Andrea Levy                                           | 15 de mayo de 2024  | 416.000 (4,0%) |
| 5    | Goodbye, Irak: José Luis Rodríguez Zapatero                          | 22 de mayo de 2024  | 373.000 (4,1%) |
| 6    | Descarriadas: Patronato de Protección a la Mujer                     | 29 de mayo de 2024  | 455.000 (5,0%) |
| 7    | Top Model: Judit Mascó, Vanesa Lorenzo, Verónica Blume y Laura Ponte | 5 de junio de 2024  | 381.000 (4,7%) |
| 8    | Machosfera: Cristina Fallarás                                        | 12 de junio de 2024 | 389.000 (4,0%) |

## Audiencias por temporada
| Edición           | Fecha | Cadena | Audiencia      |
| ----------------- | ----- | ------ | -------------- |
| Primera temporada | 2024  | Cuatro | 398.000 (4,2%) |